# پناهگاه صخره‌ای آوتاف ۲
پناهگاه صخره‌ای آوتاف ۲ مربوط به دوران پارینه‌سنگی جدید است و در شهرستان پل‌دختر، بخش مرکزی، ۲ کیلومتری شمال شهر پلدختر واقع شده و این اثر در تاریخ ۱۵ دی ۱۳۸۷ با شمارهٔ ثبت ۲۴۲۷۵ به‌عنوان یکی از آثار ملی ایران به ثبت رسیده است.